# تيم كوك (مؤرخ)
تيم كوك هو مؤرخ كندي، ولد في 1971 في كينغستون في كندا.